# Чарнувка (Мазовецьке воєводство)
Чарнувка (пол. Czarnówka) — село в Польщі, у гміні Вйонзовна Отвоцького повіту Мазовецького воєводства.
Населення — 210 осіб (2011).
У 1975-1998 роках село належало до Варшавського воєводства.

## Демографія
Демографічна структура станом на 31 березня 2011 року:
|          | Загалом | Допрацездатний вік | Працездатний вік | Постпрацездатний вік |
| -------- | ------- | ------------------ | ---------------- | -------------------- |
| Чоловіки | 102     | 26                 | 70               | 6                    |
| Жінки    | 108     | 28                 | 65               | 15                   |
| Разом    | 210     | 54                 | 135              | 21                   |